# Малейт
Малейт (на английски: Maleit) или Лейк Малейт е езеро в южносуданската провинция Уараб. Площта на езерото е около 250 km². Използва се от местното население основно за риболов.
Намира се на около 20 km южно от гр. Уараб и на 75 km източно от столицата на провинция Западен Бахър ал Газал Уау.